# شو جي
شو جي (بالبولندية: Xu Jie)‏ هي لاعبة تنس الطاولة بولندية، ولدت في 21 يناير 1982 في تيانجين في الصين.

## وصلات خارجية
- شو جي على موقع منظمة تنس الطاولة العالمي (الإنجليزية)
- شو جي على موقع أوليمبيديا (الإنجليزية)